# Метино брдо
Метино брдо је брдо изнад Крагујевца висине 250 метара, крајњи огранак планине Црни врх која се простире између Крагујевца и Јагодине. Од центра града удаљено је нешто више од два километра. Са брда се пружа панорамски поглед на град, али је познато и по историјским догађајима који су се на њему десили. У спомен на њих на Метином брду подигнути су Споменик Радоју Раки Љутовцу и Споменик „Талац”.
До Метиног брда возе аутобуси градског превоза на линијама 2, 3 и 26.

## Историја
На Метином брду десило се неколико историјски значајних догађаја:

### Вучићева буна
Током Вучићеве буне, 1842. године, на овом брду била стационирана војска Томе Вучића Перишића, која је са тог положаја дејствовала на снаге кнеза Михаила Обреновића.

### Први светски рат
Српски артиљерац Радоје Рака Љутовац је са Метиног брда, 30. септембра 1915. године, оборио непријатељски авион марке Ферман. Љутовац је авион погодио већ првим хицем, из старог, модификованог турског топа марке krupa M1903, заробљеног 1912. године. Ово се сматра не само првим обарањем авиона изнад Србије, већ и првим обарањем једног авиона из топа. За овај подвиг одликован је Карађорђевом звездом са мачевима и ванредно унапређен је у чин каплара. Љутовац се данас слави као родоначелник српске противваздушне одбране, а дан кад је оборио авион узет је за Дан рода Артиљеријско-ракетних јединица за противваздухопловна дејства Војске Србије. На месту одакле је пуцао подигнут споменик.

### Други светски рат
Почетком 1941. године фашисти су на Метином брду подигли логор за родољубе и антифашисте који је тада био једини на територији Шумадије и Поморавља. Из овог логора заробљеници су одвођени у немачке логоре Матхаузен и Аушвиц), логор у Смедеревској Паланциа а они „непоправљиви“ одвођени су на губилиште. Логор Метино брдо је мало препознат у новијој историји, а кроз њега је прошло више од 4000 логораша – Срба, Јевреја и Рома, антифашиста, родољуба, скојеваца и комуниста, од којих је стрељано њих преко 600.
У рано јутро 2. марта 1942. године из овог логора је на стрелиште изведено 68 родољуба из свих места Шумадије. Један од талаца, скојевац и комуниста Драган Банић из Наталинаца код Тополе стао је пред стрељачки вод и овим херојским чином спасио је 8 другова који су преживели стрељање. Тога дана на Метином брду стрељано је преко 100 људи, а у периоду од 2. до 21. марта њих 276. У спомен на стрељане логораше на Метином брду подигнут је споменик „Талац”.

## Споменици на Метином брду

### Споменик Радоју Раки Љутовцу
У знак сећања на обарање непријатељског авиона у Првом светском рату Војска Југославије и Град Крагујевац су 1996. године  подигли споменик, који представља мали противпешадијски топ из Првог светског рата на масивном, правоугаоном бетонском постаменту. На широј страни постамента, на бронзаној плочи у рељефу је насликан лик  славног артиљерца  Радоја Љутовца, са пропратним текстом.

### Споменик „Талац”
Споменик „Талац” подигнут је 1987. године, а дело је вајара Драгана Панића. На постаменту доминира велика, бела скулптура човека коме су на леђима конопцем везане руке, што симболизују безизлазну ситуацију и страдање логораша.